# Jordan Ayew
Jordan Pierre Ayew (pronunție în engleză [æjju]; n. 11 septembrie 1991, Marsilia, Franța) este un fotbalist francez și ghanez, care joacă pe post de atacant la Leicester în Premier League. Pe plan internațional, are prezențe la națională pentru Ghana U20⁠(d) și Ghana.

## Statistici carieră

### Club
La 18 septembrie 2013..
| Club           | Sezon         | Campionat | Campionat | Cupă    | Cupă   | Europa  | Europa | Total   | Total  |
| Club           | Sezon         | Meciuri   | Goluri    | Meciuri | Goluri | Meciuri | Goluri | Meciuri | Goluri |
| -------------- | ------------- | --------- | --------- | ------- | ------ | ------- | ------ | ------- | ------ |
| Marseille      |               |           |           |         |        |         |        |         |        |
| 2009–10        | 4             | 1         | 0         | 0       | 0      | 0       | 4      | 1       |        |
| 2010–11        | 22            | 2         | 4         | 0       | 3      | 0       | 29     | 2       |        |
| 2011–12        | 34            | 3         | 5         | 4       | 6      | 0       | 45     | 7       |        |
| 2012–13        | 35            | 7         | 3         | 0       | 9      | 3       | 47     | 10      |        |
| 2013–14        | 16            | 1         | 1         | 0       | 5      | 1       | 22     | 2       |        |
| Sochaux (loan) | 2013–14       | 17        | 5         | 1       | 0      | —       | —      | 18      | 5      |
| Lorient        | 2014–15       | 26        | 12        | 2       | 1      | —       | —      | 28      | 13     |
| Total carieră  | Total carieră | 154       | 28        | 16      | 5      | 23      | 4      | 193     | 37     |

### Internațional
La 9 iunie 2012.
| Echipa națională | An    | Meciuri | Goluri |
| ---------------- | ----- | ------- | ------ |
| Ghana            | 2010  | 2       | 0      |
| Ghana            | 2011  | 1       | 0      |
| Ghana            | 2012  | 7       | 2      |
| Ghana            | 2013  | 0       | 0      |
| Ghana            | 2014  | 11      | 3      |
| Ghana            | 2015  | 5       | 3      |
| Total            | Total | 28      | 8      |

| Jordan Ayew: Goluri internaționale                                                                       | Jordan Ayew: Goluri internaționale | Jordan Ayew: Goluri internaționale   | Jordan Ayew: Goluri internaționale | Jordan Ayew: Goluri internaționale | Jordan Ayew: Goluri internaționale | Jordan Ayew: Goluri internaționale | Jordan Ayew: Goluri internaționale                     |
| # | Data                               | Stadion                              | Oponent                            | Scor                               | Rezultat                           | Rezultat                           | Competiție                                             |
| --- | ---------------------------------- | ------------------------------------ | ---------------------------------- | ---------------------------------- | ---------------------------------- | ---------------------------------- | ------------------------------------------------------ |
| 1. | 1 June 2012                        | Kumasi Sports Stadium, Kumasi, Ghana | Lesotho                            | 3–0                                | 7–0                                | Win                                | Calificările pentru Campionatul Mondial de Fotbal 2014 |
| 2. | 1 June 2012                        | Kumasi Sports Stadium, Kumasi, Ghana | Lesotho                            | 6–0                                | 7–0                                | Win                                | Calificările pentru Campionatul Mondial de Fotbal 2014 |
| - Scores and results list Ghana's goal tally first. - International goals are correct as of 1 June 2012. |                                    |                                      |                                    |                                    |                                    |                                    |                                                        |

## Palmares

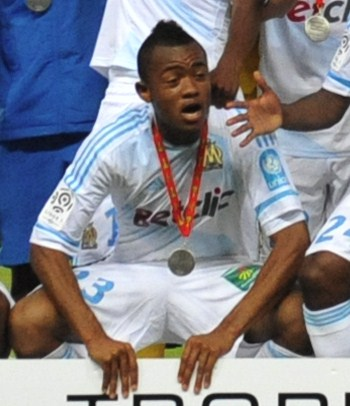
Ayew winning 2011 Trophée des Champions with Marseille

### Club
Olympique de Marseille
- Ligue 1 (1): 2009–10
- Coupe de la Ligue (3): 2010, 2011, 2012
- Trophée des Champions (2): 2010, 2011